# 外軍
外军，又名外兵。魏晋南北朝驻屯于边州重镇的中央直辖部队。
外军相对中军而言，三国时曹魏时始置。曹丕称帝后，正式使用中、外军名称。曹魏为控制和巩固兼并地方势力，有中直兵、外兵、骑兵参军。北齐时，尚书郎有中兵、外兵，各分左右。左外兵掌管河南和潼关以东诸州，右外兵掌管河北和潼关以西诸州丁帐和发召征兵。隋朝中央禁卫部分亦有内外军之分。现代汉语一般指外国军队。